# Monasa nigrifrons
Monasa nigrifrons е вид птица от семейство Bucconidae.

## Разпространение
Видът е разпространен в Боливия, Бразилия, Еквадор, Колумбия и Перу.